# Königsbrunn Ants
I Königsbrunn Ants sono la squadra di football americano di Königsbrunn, in Germania. Fondati nel 1983 come Augsburg Ants, nel 1987 si sono trasferiti a Königsbrunn.

## Dettaglio stagioni

### Tornei nazionali

#### Campionato

##### Bundesliga
| Stagione | regular season | regular season | regular season | regular season | regular season | regular season | playoff | playoff | playoff | playoff | playoff | playoff   | playoff    |
|          | Vin            | Par            | Per            | Tot            | PF             | PS             | Vin     | Per     | Tot     | PF      | PS      | risultato | avversaria |
| -------- | -------------- | -------------- | -------------- | -------------- | -------------- | -------------- | ------- | ------- | ------- | ------- | ------- | --------- | ---------- |
| 1989     | 2              | 0              | 10             | 12             | 138            | 253            | -       | -       | -       | -       | -       | -         | -          |
| Totale   | 2              | 0              | 10             | 12             | 138            | 253            | -       | -       | -       | -       | -       |           |            |

Fonti: Enciclopedia del Football - A cura di Roberto Mezzetti

##### 2. Bundesliga/GFL2
| Stagione | regular season | regular season | regular season | regular season | regular season | regular season | playoff | playoff | playoff | playoff | playoff | playoff    | playoff               |
|          | Vin            | Par            | Per            | Tot            | PF             | PS             | Vin     | Per     | Tot     | PF      | PS      | risultato  | avversaria            |
| -------- | -------------- | -------------- | -------------- | -------------- | -------------- | -------------- | ------- | ------- | ------- | ------- | ------- | ---------- | --------------------- |
| 1986     | 4              | 1              | 2              | 7              | 124            | 95             | 1       | 1       | 2       | 72      | 44      | Semifinale | München Rangers       |
| 1987     | 7              | 0              | 3              | 10             | 228            | 106            | -       | -       | -       | -       | -       | -          | -                     |
| 1988     | 10             | 0              | 2              | 12             | 337            | 188            | 2       | 0       | 2       | 75      | 6       | Promossi   | Rüsselsheim Crusaders |
| 1990     | 8              | 0              | 2              | 10             | 232            | 54             | -       | -       | -       | -       | -       | -          | -                     |
| 1991     | 9              | 0              | 3              | 12             | 384            | 201            | -       | -       | -       | -       | -       | -          | -                     |
| 1992     | 9              | 0              | 1              | 10             | 309            | 186            | -       | -       | -       | -       | -       | -          | -                     |
| 1993     | 6              | 0              | 6              | 12             | 200            | 278            | -       | -       | -       | -       | -       | -          | -                     |
| 1994     | 1              | 0              | 11             | 12             | 74             | 371            | -       | -       | -       | -       | -       | -          | -                     |
| 2005     | 3              | 0              | 11             | 14             | 198            | 514            | -       | -       | -       | -       | -       | -          | -                     |
| 2006     | 3              | 0              | 11             | 14             | 135            | 348            | -       | -       | -       | -       | -       | -          | -                     |
| 2007     | 6              | 0              | 8              | 14             | 192            | 363            | -       | -       | -       | -       | -       | -          | -                     |
| 2008     | 0              | 0              | 14             | 14             | 7              | 666            | -       | -       | -       | -       | -       | -          | -                     |
| Totale   | 66             | 1              | 81             | 141            | 2420           | 3370           | 3       | 1       | 4       | 147     | 50      |            |                       |

Fonti: Enciclopedia del Football - A cura di Roberto Mezzetti

##### Regionalliga
| Stagione | regular season | regular season | regular season | regular season | regular season | regular season | playoff | playoff | playoff | playoff | playoff | playoff   | playoff    |
|          | Vin            | Par            | Per            | Tot            | PF             | PS             | Vin     | Per     | Tot     | PF      | PS      | risultato | avversaria |
| -------- | -------------- | -------------- | -------------- | -------------- | -------------- | -------------- | ------- | ------- | ------- | ------- | ------- | --------- | ---------- |
| 2001     | 2              | 0              | 6              | 8              | 126            | 242            | -       | -       | -       | -       | -       | -         | -          |
| 2002     | 4              | 0              | 6              | 10             | 200            | 279            | -       | -       | -       | -       | -       | -         | -          |
| 2003     | 8              | 0              | 4              | 12             | 252            | 187            | -       | -       | -       | -       | -       | -         | -          |
| 2004     | 11             | 0              | 1              | 12             | 366            | 94             | -       | -       | -       | -       | -       | -         | -          |
| 2009     | 2              | 0              | 8              | 10             | 78             | 234            | -       | -       | -       | -       | -       | -         | -          |
| 2016     | 1              | 0              | 9              | 10             | 107            | 323            | -       | -       | -       | -       | -       | -         | -          |
| Totale   | 28             | 0              | 34             | 62             | 1129           | 1359           | -       | -       | -       | -       | -       |           |            |

Fonti: Enciclopedia del Football - A cura di Roberto Mezzetti

##### Bayernliga
| Stagione | regular season | regular season | regular season | regular season | regular season | regular season | playoff | playoff | playoff | playoff | playoff | playoff   | playoff                |
|          | Vin            | Par            | Per            | Tot            | PF             | PS             | Vin     | Per     | Tot     | PF      | PS      | risultato | avversaria             |
| -------- | -------------- | -------------- | -------------- | -------------- | -------------- | -------------- | ------- | ------- | ------- | ------- | ------- | --------- | ---------------------- |
| 2000     | 8              | 0              | 0              | 8              | 305            | 23             | 2       | 0       | 2       | 18      | 6       | Campioni  | Deggendorf Black Hawks |
| 2010     | 8              | 0              | 2              | 10             | 291            | 130            | 1       | 1       | 2       | 39      | 38      | Finale    | Nürnberg Rams          |
| 2011     | 6              | 0              | 4              | 10             | 237            | 105            | -       | -       | -       | -       | -       | -         | -                      |
| 2012     | 6              | 0              | 4              | 10             | 138            | 112            | -       | -       | -       | -       | -       | -         | -                      |
| 2013     | 8              | 0              | 2              | 10             | 247            | 119            | 1       | 1       | 2       | 15      | 21      | Finale    | Landsberg X-press      |
| 2014     | 5              | 0              | 5              | 10             | 202            | 142            | -       | -       | -       | -       | -       | -         | -                      |
| 2015     | 7              | 0              | 1              | 8              | 324            | 111            | 2       | 0       | 2       | 61      | 0       | Campioni  | Franken Timberwolves   |
| 2017     | 2              | 0              | 6              | 8              | 91             | 237            | -       | -       | -       | -       | -       | -         | -                      |
| 2018     | 0              | 0              | 10             | 10             | 47             | 410            | -       | -       | -       | -       | -       | -         | -                      |
| Totale   | 50             | 0              | 34             | 84             | 1882           | 1389           | 6       | 2       | 8       | 133     | 65      |           |                        |

Fonti: Enciclopedia del Football - A cura di Roberto Mezzetti

##### Landesliga
| Stagione | regular season | regular season | regular season | regular season | regular season | regular season | playoff | playoff | playoff | playoff | playoff | playoff   | playoff    |
|          | Vin            | Par            | Per            | Tot            | PF             | PS             | Vin     | Per     | Tot     | PF      | PS      | risultato | avversaria |
| -------- | -------------- | -------------- | -------------- | -------------- | -------------- | -------------- | ------- | ------- | ------- | ------- | ------- | --------- | ---------- |
| 1996     | 5              | 0              | 7              | 12             | 209            | 375            | -       | -       | -       | -       | -       | -         | -          |
| 1998     | 0              | 0              | 8              | 8              | 0              | 160            | -       | -       | -       | -       | -       | -         | -          |
| 1999     | 0              | 0              | 6              | 6              | 16             | 296            | -       | -       | -       | -       | -       | -         | -          |
| 2019     | 6              | 0              | 2              | 8              | 291            | 97             | -       | -       | -       | -       | -       | -         | -          |
| Totale   | 11             | 0              | 23             | 34             | 516            | 928            | -       | -       | -       | -       | -       |           |            |

Fonti: Enciclopedia del Football - A cura di Roberto Mezzetti